# Supercopa jordana de futbol
La Supercopa jordana de futbol és una competició futbolística de Jordània que enfronta els campions de la lliga i copa nacionals. És organitzada per l'Associació de Futbol de Jordània.

## Historial
Font:
| Supercopa Jordana | Supercopa Jordana | Supercopa Jordana   | Supercopa Jordana    |
| Any               | Campió            | Resultat            | Finalista            |
| ----------------- | ----------------- | ------------------- | -------------------- |
| 1981              | Al-Faisaly        | 1-1 (pr., 5-3 pen.) | Al-Wehdat            |
| 1982              | Al-Faisaly        | 1-0                 | Al-Ramtha            |
| 1983              | Al-Ramtha         | 1-0                 | Al-Wehdat            |
| 1984              | Al-Faisaly        | 5-2                 | Al-Ramtha            |
| 1985              | Al-Jazeera        | 1-0                 | Amman SC             |
| 1986              | Al-Faisaly        | 1-0                 | Al-Wehdat            |
| 1987              | Al-Faisaly        | 1-0                 | Al-Arabi             |
| 1988              | not played        | not played          | not played           |
| 1989              | Al-Wehdat         | 1-1 (pr., 4-3 pen.) | Al-Faisaly           |
| 1990              | Al-Ramtha         | 3-0                 | Al-Faisaly           |
| 1991              | Al-Faisaly        | 3-1                 | Al-Ramtha            |
| 1992              | Al-Wehdat         | 1-1 (pr., 4-2 pen.) | Al-Ramtha            |
| 1993              | Al-Faisaly        | 2-1                 | Al-Wehdat            |
| 1994              | Al-Faisaly        | 1-0                 | Al-Ramtha            |
| 1995              | Al-Faisaly        | 4-1                 | Al-Wehdat            |
| 1996              | Al-Faisaly        | 1-0 (gol d'or)      | Al-Wehdat            |
| 1997              | Al-Wehdat         | 2-0                 | Al-Ramtha            |
| 1998              | Al-Wehdat         | 4-2                 | Al-Ramtha            |
| 1999              | no es disputà     | no es disputà       | no es disputà        |
| 2000              | Al-Wehdat         | 2-1                 | Al-Faisaly           |
| 2001              | Al-Wehdat         | 2-1                 | Al-Faisaly           |
| 2002              | Al-Faisaly        | 3-0                 | Al-Hussein           |
| 2003              | Al-Hussein        | 2-1 (gol d'or)      | Al-Faisaly           |
| 2004              | Al-Faisaly        | 2-1                 | Al-Hussein           |
| 2005              | Al-Wehdat         | 2-0                 | Al-Faisaly           |
| 2006              | Al-Faisaly        | 2-0                 | Shabab Al-Ordon      |
| 2007              | Shabab Al-Ordon   | 2-0                 | Al-Wehdat            |
| 2008              | Al-Wehdat         | 2-0                 | Al-Faisaly           |
| 2009              | Al-Wehdat         | 2-1                 | Shabab Al-Ordon      |
| 2010              | Al-Wehdat         | 1-0 (pr.)           | Al-Faisaly           |
| 2011              | Al-Wehdat         | 3-0                 | Mansheyat Bani Hasan |
| 2012              | Al-Faisaly        | 3-0                 | Mansheyat Bani Hasan |
| 2013              | Shabab Al-Ordon   | 2-0                 | That Ras             |
| 2014              | Al-Wehdat         | 2-0                 | Al-Baqa'a            |
| 2015              | Al-Faisaly        | 1-0                 | Al-Wehdat            |
| 2016              | Al-Ahli           | 2-1                 | Al-Wehdat            |
| 2017              | Al-Faisaly        | 2-1 (pr.)           | Al-Jazeera           |
| 2018-19           | Al-Wehdat         | 2-1                 | Al-Jazeera           |
| 2020              | Al-Faisaly        | 1-1 (4-3 pen.)      | Al-Jazeera           |
| 2021              | Al-Wehdat         | 2-0                 | Al-Jazeera           |